# Надка Николова
Надка Николова Николова е български учен, проф. д-р по филология (от 1996 г.). Научните ѝ интереси са в областите – езикова култура, история на новобългарския книжовен език, теория на книжовните езици, социолингвистика, съвременна, историческа и съпоставителна лексикология, лексикография, сравнително славянско езикознание. Тя е бивш преподавател и член на академичния състав в катедрата по български език на Шуменския университет „Епископ Константин Преславски“.

## Биография
Надка Николова е родена в на 17 март 1955 г. в град Шумен, Народна република България. През 1978 г. завършва специалност „Българска филология“ в Шуменския университет „Епископ Константин Преславски“.

## Награди
- 2016 – Паметен медал на Прешовския университет (Прешов, Словакия), за принос към развитието на словашко–българските академични отношения и българистиката[1]
- 2016 – Наградата на община Шумен за принос в образованието и науката[1]
- 2017 – Награда на Шумен, за принос в сферата на хуманитарните и педагогическите науки[3]